# Euphorbia pachyrrhiza
Euphorbia pachyrrhiza — вид рослин із родини молочайних (Euphorbiaceae), зростає у центральній Азії.

## Опис
Це багаторічна трава 20–60 см. Корінь товстий і довгий, 30–50 × ≈ 1 см у діаметрі, верхівка багато розгалужена, із залишками старих стебел. Стебло товщиною 3 мм, червонувато-пурпурове. Листки сидячі, чергуються; прилистки відсутні; пластини еліптичні або довгасто-обернено-яйцюваті, 1–2.2 × 0.4–0.7(1.1) см, голі, тупі, зазвичай тонкозубчасті, дуже мінливі, основа ± клиноподібна, вершина заокруглена. Циатій поодинокий, зазвичай червонувато-пурпуровий. Коробочка циліндрично-куляста, [3.5]5 × [3]5 мм, ледве борознувата, червонувато-бура. Насіння стиснене еліпсоїдне, ≈ 3 × 2 мм, темно або світло-коричневе. Період цвітіння й плодоношення: червень — серпень.

## Поширення
Зростає у центральній Азії: Казахстан, Киргизстан, Монголія, Таджикистан, Сіньцзян. Населяє сухі кам’янисті схили, степи; 1200–2700 метрів.